# Rodzaje życzliwości
Rodzaje życzliwości (ang. Kinds of Kindness) – irlandzko-brytyjsko-amerykański dramat filmowy z 2024 roku w reżyserii Jorgosa Lantimosa. W rolach głównych wystąpili Emma Stone, Jesse Plemons, Willem Dafoe i Margaret Qualley.
Film zebrał generalnie pozytywne recenzje od krytyków i przyniósł 5 milionów dolarów przychodu z biletów. Za swoje trzy role Jesse Plemons otrzymał nagrodę aktorską na 77. MFF w Cannes.

## Fabuła
Rodzaje życzliwości, opisywane jako "alegoryczny tryptyk", to trzy pozornie niepowiązane ze sobą opowieści, w których ci sami aktorzy wcielają się w różne role. Opowiadają one o:
- mężczyźnie stale kontrolowanym przez swojego szefa, próbującym przejąć kontrolę nad własnym życiem;
- policjancie, którego ocalała z morskiej katastrofy żona wydaje się być całkowicie inną osobą;
- członkini kultu zdeterminowanej, by odnaleźć kobietę posiadającą niezwykłe zdolności, która mogłaby zostać duchowym przywódcą[3][4].

## Obsada
- Emma Stone jako Rita, Liz i Emily
- Jesse Plemons jako Robert, Daniel i Andrew
- Willem Dafoe jako Raymond, George i Omi
- Margaret Qualley jako Vivian, Martha, Ruth i Rebecca
- Hong Chau jako Sarah, Sharon i Aka
- Joe Alwyn jako rzeczoznawca kolekcjonerski, pijany pasażer i Joseph
- Mamoudou Athie jako Will, Neil i pielęgniarz w kostnicy
- Hunter Schafer jako Anna

## Produkcja
Zdjęcia kręcono w Nowym Orleanie, od 24 października do 16 grudnia 2022 roku.

## Premiera
Premiera filmu odbyła się 17 maja 2024 roku w konkursie głównym na 77. MFF w Cannes. W Stanach Zjednoczonych premiera filmu miała miejsce 21 czerwca 2024 roku, zaś na ekrany polskich kin obraz wszedł 6 września 2024 roku.